# تپه شاه ۲
تپه شاه ۲ مربوط به دوره اشکانیان تا سده‌های میانه دوران‌های تاریخی پس از اسلام است و در شهرستان ازنا، بخش جاپلق، دهستان جاپلق شرقی، ۵۰ متری جنوب و جنوب غربی روستای گنجه واقع شده و این اثر در تاریخ ۷ اسفند ۱۳۸۶ با شمارهٔ ثبت ۲۱۳۴۱ به‌عنوان یکی از آثار ملی ایران به ثبت رسیده است.